# Octobri Mense
Octobri Mense – encyklika papieża Leona XIII opublikowana 22 września 1891 w bazylice św. Piotra w Rzymie, dotycząca modlitwy różańcowej.
Spośród dziewięciu jego encyklik poświęconych modlitwie różańcowej, Octobri Mense uważana jest za najbardziej znaczącą.
W dokumencie papież przedstawia fundamentalne motywy modlitwy za wstawiennictwem Matki Bożej, podkreślając uprzywilejowaną rolę różańca. W Maryi należy widzieć pośredniczkę, jaką tę, która wstawia się za wiernymi u Syna. Jak podkreśla Leon XIII, różaniec jest modlitwą szczególnie drogą Matce Boga, dlatego dla wiernych powinien być bardzo cenny. Jest jednym z najbardziej efektywnych. Papież zaleca wytrwałość w modlitwie różańcowej w połączeniu z czynieniem pokuty, również w intencjach całego Kościoła.